# Telezimex
Telezimex este o companie distribuitoare de componente și echipamente electronice din Cluj-Napoca, România.
Compania a fost înființată în anul 1990, și-a început activitatea cu depanarea aparatelor audio-video, fiind primul service privat de electronice și electrocasnice în Cluj imediat după revoluție.
În prezent grupul Telezimex este partenerul oficial pentru service autorizat Samsung, Miele, Lg, Philips, Panasonic, s.a.